# Архимандритское
Архимандритское — озеро в Уфе. Одно из самых популярных мест отдыха уфимцев. С северо-востока, между озёрами Архимандритское и Туба два санатория-профилактория: «Связист» и «Химик» (ОАО УЗЭМИК), турбазы Черемушки, Туба, Авангард, Ясная Поляна. Доступен — находится возле выезда из Уфы, у пересечения магистрали М5 с трассой Р-314. Рядом с озером располагается пристань Мелькомбинат на Белой.
Образован частично из старицы Белой, частично (южная сторона) — из песчаного карьера. Имеет форму серпа. Озеро образовано в породах четвертичного периода (гравий, галька, пески, суглинки и глины). Имеет песчано-илистое и илистое дно.
У Архимандритского два истока: первый — верхний находится над Калмыковским островом, а второй — нижний напротив пляжа Золотые пески.
Площадь зеркала — 0,78 км², длина — 6,1 км, ширина — 0,13 км, средняя глубина — 2,9 м (максимальная глубина — 4,5 м), объём воды — 2,3 млн м³.